# Jan Karol Czołhański
Jan Karol Czołhański herbu Sas (zm. 13 kwietnia 1664 roku) – sufragan łucki w 1662 roku, scholastyk lwowskiej kapituły katedralnej w 1640 roku, sekretarz królewski w 1642 roku, opat koronowski w 1664 roku.